# گارلیچکا
گارلیچکا (به لهستانی:  Garliczka) یک روستا در لهستان است که در گمینا ژلونکی واقع شده‌است. گارلیچکا  ۳۰۰ نفر جمعیت دارد.